# Rudi Schweikert

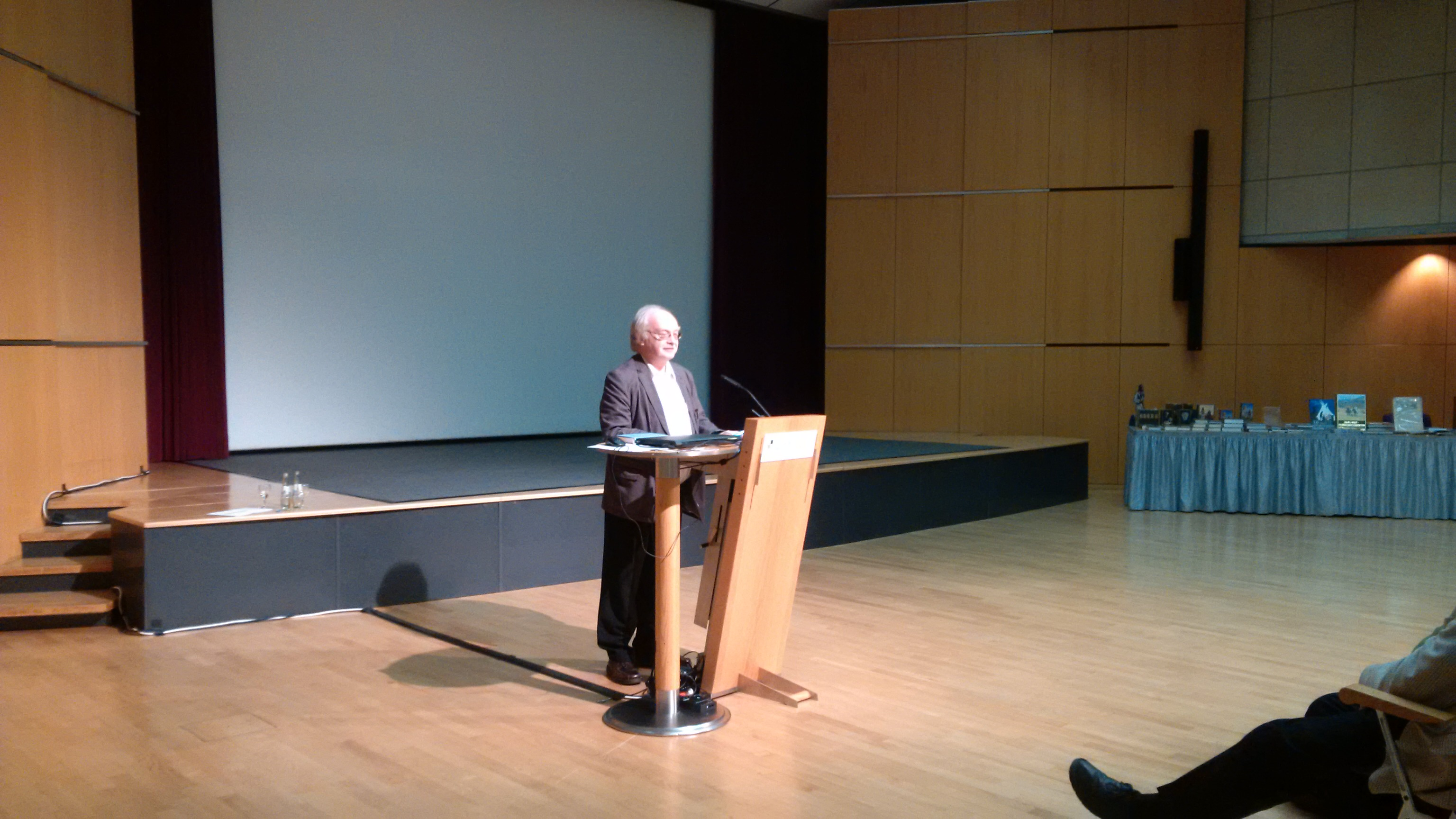
Rudi Schweikert bei einem Vortrag der Karl-May-Gesellschaft

Rudi Schweikert (* 4. Januar 1952 in Mannheim; † 18. September 2024) war ein deutscher Privatgelehrter, Schriftsteller und wissenschaftlicher Publizist.

## Leben
Nach dem Studium der Germanistik und Philosophie war er Wissenschaftlicher Mitarbeiter der Universität Mannheim. Er lebte als Wissenschaftler und freier Autor in Mannheim. Er war Mitglied des PEN-Zentrums Deutschland und der Freien Akademie der Künste Rhein-Neckar. Seine Arbeitsschwerpunkte waren die deutschsprachige Literatur des 19. und 20. Jahrhunderts, insbesondere Kurd Laßwitz, Karl May, Arno Schmidt und Sir Galahad; zu diesen und anderen Autoren verfasste er etwa 600 Beiträge in Zeitungen, Zeitschriften, Sammelbänden, Lexika und für den Rundfunk. Seine Leistungen wurden mit dem Sonderpreis des Kurd-Laßwitz-Preises und dem Wilhelm-Michels-Preis geehrt.

## Schriften (in Auswahl)
- Germanistisches Elend. Wider die Pseudo-Wissenschaftlichkeit. Mit den „Opfern“ Arno Schmidt, Kurd Lasswitz und Karl May. Bangert und Metzler, Frankfurt am Main 1985, ISBN 3-924147-17-5
- Arno Schmidts Lauban. Die Stadt und der Kreis. Bilder und Daten. edition text + kritik, München 1990, ISBN 3-88377-287-9
- Arno Schmidt und Sir Galahad. Bangert und Metzler, Frankfurt am Main, Wiesenbach 1995, ISBN 3-924147-37-X
- Das gewandelte Lexikon. Zu Karl Mays und Arno Schmidts produktivem Umgang mit Nachschlagewerken. Bangert und Metzler, Wiesenbach 2002, ISBN 3-924147-50-7
- „Ihr kennt meinen Namen, Sir?“ Studien zur Namengebung bei Karl May. Karl-May-Gesellschaft, Hamburg 2006
- Mekka, Damaskus, Baalbek. Schilderungen Karl Mays und ihre Quellen. Karl-May-Gesellschaft, Hamburg 2009
- Die Jules-Verne-Welten in Arno Schmidts „Die Schule der Atheisten“. edition text + kritik, München 2009, ISBN 978-3-86916-023-8
- Besuch bei Beireis. Arno Schmidts Beschäftigung mit dem Helmstedter Hofrat. edition text + kritik, München 2010, ISBN 978-3-86916-085-6
- Gerade Gedanken –– schiefe Gedanken. Gesammelte Studien zu Kurd Laßwitz und seinem Werk. Verlag Dieter von Reeken, Lüneburg 2024, ISBN 978-3-945807-54-5

## Herausgeberschaft
- Blätter der Rilke-Gesellschaft (24, 2002 bis 27/28, 2006/2007)
- Band 10, 19, 21 und 26 von Zettelkasten (Jahrbuch der Gesellschaft der Arno-Schmidt-Leser)
- Schriftenreihe der Gesellschaft der Arno-Schmidt-Leser (ab Band 5)
- Schwarze Siegel. Texte Franz Freiherr Gaudys. edition text + kritik, München 1985, ISBN 3-88377-228-3
- Korrespondenzen. Festschrift für Joachim W. Storck. Röhrig, St. Ingbert 1999, ISBN 3-86110-204-8
- Hans Wollschläger. Edition Isele, Eggingen 1995, ISBN 3-86142-060-0
- „Da war ich hin und weg“. Arno Schmidt als prägendes Leseerlebnis. 100 Statements und Geschichten. Bangert und Metzler, Wiesenbach 2004, ISBN 3-924147-55-8
- Kurd Laßwitz: Auf zwei Planeten. Zweitausendeins, Frankfurt am Main 1979; 2. Aufl. 1984; Neuausgabe Heyne, München 1998